# 小松まこと
小松 まこと（こまつ-、本名、小野 正夫（小野正次と書かれている文献もある）、1919年3月23日-？）は、日本の芸人。後ろ面踊りを得意とした。

## 来歴
大阪府大阪市西成区飛田の生まれ。
竹の家喜雀の弟子で、父は芸人の傍ら小料理屋を営んでいた。1925年に女道楽で初舞台。長らく竹の家正雀を名乗る。後に山崎朝子と漫才コンビを組むにあたり「小松まこと・あけみ」と改名。1979年にあけみ没後独り高座になる。
後ろ面踊りは女形の衣装（着物）を前後ろ逆に身にまとい面を後ろで被り、「七福神」「伊予節」等の囃子に合わせて正座をしながら上半身で扇子を使い踊る芸。かつては漫才を終えたあと余芸で披露していた。調子、体調がよい時は立ち上がり、手足の関節も逆に踊ってみせていた。この芸は戦前呉の小屋に出ていたころに一風亭頓服という芸人から見よう見まねで覚えて習得した。
近年は2000年に入り天満天神繁昌亭や落語会の色物として出演していたが、最近は老化による膝・腰を悪くし高座に上がっていない。存命かどうか不明。
趣味は裁縫で衣装も手作りであった。
弟子はいない。後ろ面踊りの芸は林家染雀が受け継いだ。本田恵一・玉木貞子は同じ一門。伊予節で衣装を逆さに着て踊るよく似た芸は浪花家市松・芳子も披露していた（こちらは立ち高座であった）。

## 受賞
第26回上方お笑い大賞 審査員特別賞